# Dot Lake
Dot Lake est une localité d'Alaska (CDP) aux États-Unis, appartenant à la Région de recensement de Southeast Fairbanks. Sa population était de 13 habitants en 2010.

## Situation - climat
Elle est située sur la Route de l'Alaska à 80 km au nord-ouest de Tok et à 249 km au sud-est de Fairbanks, au sud de la rivière Tanana, à proximité de Dot Lake Village.
Les températures extrêmes vont de −59 °C en hiver à 32 °C en été.

## Histoire
Des fouilles archéologiques ont mis en évidence un habitat humain local il y a 10 000 ans. Ultérieurement, la région a été un territoire de chasse pour les Athabaskans de Tanacross. Une piste existait au nord du fleuve Yukon reliant Northway, Tetlin, Tanacross et Dot Lake.
Pendant la construction de la Route de l'Alaska, en 1942-1943, un camp d'ouvriers appelé Sears City fut installé à cet emplacement. En 1949, Fred et Jackie Vogle s'y installèrent, et construsirent un relai, une école et une chapelle. Petit à petit, d'autres familles les rejoignirent et installèrent de nouveaux services, comme un home d'enfants, qui a toutefois fermé en 1990.
Les habitants vivent actuellement de l'exploitation de l'hébergement Dot Lake Lodge.

## Démographie
| 1960 | 1970 | 1980 | 1990 | 2000 | 2010 |
| ---- | ---- | ---- | ---- | ---- | ---- |
| 56   | 42   | 67   | 70   | 19   | 13   |